# Kent Recursive Calculator
KRC (англ. Kent Recursive Calculator) — ленивый функциональный язык программирования, разработанный Дэвидом Тёрнером (David Turner) в 1981 году на базе SASL с добавлением сопоставления по образцу, охраняющих выражений (guards) и ZF-выражений (сейчас более известных как списковые включения). Существовало две реализации KRC: написанная Тэрнером на BCPL для EMAS; более поздняя от Саймона Крофта (Simon Croft) на C под Unix. KRC был главным языком для обучения функциональному программированию в «University of Kent at Canterbury (UK)» с 1982 до 1985.
Прямым наследником KRC является Miranda, в которой также добавились полиморфные типы из ML.